# فلیکس برسارت
فلیکس برسارت (انگلیسی: Felix Bressart؛ ۲ مارس ۱۸۹۲ – ۱۷ مارس ۱۹۴۹) یک هنرپیشه اهل آلمان بود. وی بین سال‌های ۱۹۲۸ تا ۱۹۴۹ میلادی فعالیت می‌کرد.
از فیلم‌ها یا برنامه‌های تلویزیونی که وی در آن نقش داشته است می‌توان به نینوتچکا، ایسلند، بودن یا نبودن، فروشگاه کنار خیابان، شکوفه در غبار، رفیق ایکس، دهکده گرینویچ اشاره کرد.